# Giuseppe Nenci
Giuseppe Nenci (Cuneo, 17 aprile 1924 – Pisa, 29 dicembre 1999) è stato uno storico, filologo classico, archeologo e grecista italiano, professore di Storia greca presso la Scuola Normale Superiore di Pisa.

## Biografia
Come archeologo ha diretto gli scavi condotti dalla Scuola Normale nelle aree archeologiche di Rocca d'Entella e Segesta.
Oltre alla sua opera di ricerca scientifica va ascritto a suo merito il recupero delle tavole bronzee di Entella, in collaborazione con l'Arma dei carabinieri: le preziose iscrizioni, contenenti i cosiddetti "decreti di Entella e Nakone", erano state oggetto di scavi clandestini a cui era seguito l'illegale trafugamento all'estero.
A lui è dedicato l'antiquarium dell'antica Entella e il Laboratorio informatico per le lingue antiche "Giuseppe Nenci" (LILA), presso la Scuola Normale, da lui fondato nel 1990 e diretto fino alla morte.
In sua memoria la Scuola Normale assegna ogni anno il Premio "Giuseppe Nenci", "alla migliore tesi di laurea, di specializzazione o di dottorato dedicata a problematiche storico-archeologiche della Sicilia occidentale, con particolare riferimento all'area elima". È stato professore all'università di Lecce.
Presso la stessa Scuola è attivo il Laboratorio di Storia, Archeologia e Topografia del Mondo Antico da lui fondato il 17 febbraio 1984, diretto dal 2001 da Carmine Ampolo

## Pubblicazioni
- Il motivo dell'autopsia nella storiografia greca, Pisa, 1953
- Pirro. Aspirazioni egemoniche ed equilibrio mediterraneo, Torino, 1953
- Hecataei Milesii Fragmenta, Firenze, 1954
- Introduzione alle guerre persiane, Pisa, 1958
- Erodoto, Le Storie. Libro V, Milano, 1994